# 鈴木麻比
鈴木 麻比（すずき まなみ、1988年6月8日 - ）は、JMOに所属していた日本の元タレント、元役者である。愛称は、ほわいてぃー。

## 人物
趣味は妄想、一人カラオケ、人間観察。特技は書道(5段)と平泉成のモノマネ。
「純情派癒し系マシュマロアイドル」のキャッチフレーズでSIR-サンスポアイドルリポーター2期候補生として活動（2012/11-2013/1）。また、3人組ガールズユニットSAKURA Girls（他にメンバーは長澤和奏と吉永彩華）としても活動していたが、2014年3月31日をもってJMOを退社、芸能活動を休止、翌2015年を以って正式に芸能界を引退した。なおブログやtwitterはJMO退社後も継続していたが、ブログは現在は削除されている。

## 出演

### テレビ
- 2012年 う・ら・ら　（C.C.9ケーブルテレビ）-リポーター
- 2012年 D Dだれでもだいすき　（テレ玉、tvk、チバテレ）

### イベント
- 2012年 汐博　汐留☆アイドルカーニバル！ミニ　（日テレ）-SAKURA Girlsとして出演

### Vシネマ
- 2012年 ヤンキー女子高生8～静岡最強伝説～ -(咲子)役

### CD
- 2012年 You & I LONDON　-SAKURA Girls

### 雑誌
- 2012年　東京ウォーカー -角川マガジンズ
- 2013年　日本カメラ 2月号 -株式会社日本カメラ社

### Web
- 2012年　ほわパカBB団　（冒険王Web）-メインMC
- 2012年 サイゾー -サイゾー